# Scrophularia thesioides
Scrophularia thesioides är en flenörtsväxtart som beskrevs av Pierre Edmond Boissier och Buhse. Scrophularia thesioides ingår i släktet flenörter, och familjen flenörtsväxter. Inga underarter finns listade i Catalogue of Life.